# Teikoku Gekijō
Teikoku Gekijō (帝国劇場 Đế quốc Kịch trường), thường được gọi đơn giản là Teigeki (帝劇 Đế Kịch), là nhà hát Nhật Bản nằm ở Marunouchi, Chiyoda, Tokyo, Nhật Bản do hãng Tōhō điều hành.

## Lịch sử
Teikoku Gekijō được khai trương chính thức vào năm 1911 trong vai trò là nhà hát kiểu phương Tây đầu tiên ở Nhật Bản, thường tổ chức một chương trình đa dạng gồm các vở nhạc kịch và opera. Công trình nguyên bản này được kiến trúc sư Taniguchi Yoshirō phục dựng vào năm 1966 với vị thế là nhà hát "hàng đầu" của hãng Tōhō, mở đầu bằng buổi ra mắt vở diễn Scaretto, một bản chuyển thể địa phương của kiệt tác Cuốn theo chiều gió, thu hút tới 380.000 người tham dự trong suốt 5 tháng đầu hoạt động của nhà hát này.